# NGC 2893
NGC 2893 est une galaxie lenticulaire barrée entourée d'un anneau externe. Elle est située dans la constellation du Lion. NGC 2893 a été découverte par l'astronome germano-britannique William Herschel en 1785.

## Caractéristiques
NGC 2893 présente une large raie HI et c'est une galaxie à sursaut de formation d'étoiles. C'est aussi possiblement une galaxie du champ, c'est-à-dire qu'elle n'appartient pas à un amas ou un groupe et qu'elle est donc gravitationnellement isolée.

### Distance
Sa vitesse par rapport au fond diffus cosmologique est de 1 966 ± 19 km/s, ce qui correspond à une distance de Hubble de 29,0 ± 2,1 Mpc (∼94,6 millions d'al).
À ce jour, deux mesures non basées sur le décalage vers le rouge (redshift) donnent une distance de 40,150 ± 18,880 Mpc (∼131 millions d'al), ce qui est à l'intérieur des valeurs de la distance de Hubble. Notons cependant que c'est avec la valeur moyenne des mesures indépendantes, lorsqu'elles existent, que la base de données NASA/IPAC calcule le diamètre d'une galaxie et qu'en conséquence le diamètre de NGC 2893 pourrait être d'environ 10,1 kpc (∼32 900 al) si on utilisait la distance de Hubble pour le calculer.

### Émission de radiation ultraviolette
NGC 2893 est une galaxie dont le noyau brille dans le domaine de l'ultraviolet. Elle est inscrite dans le catalogue de Markarian sous la cote Mrk 401 (MK 401). 